# Greenaway (cràter)
Greenaway és un cràter d'impacte en el planeta Venus de 93 km de diàmetre. Porta el nom de Kate Greenaway (1846-1901), escriptora i il·lustradora de llibres infantils anglesa, i el seu nom va ser aprovat per la Unió Astronòmica Internacional el 1991.